# Harvey Pekar
Harvey Pekar est un scénariste de bande dessinée américain, né le 8 octobre 1939 à Cleveland, dans l’Ohio, et mort le 12 juillet 2010 dans la même ville.
Il a été rendu célèbre par la série American Splendor, largement autobiographique.

## Biographie
En 1995, son album Our Cancer Year a obtenu le Harvey Award de meilleur album original.
Les histoires relatées dans American Splendor sont les aventures et misères quotidiennes d'un individu lambda américain, vivant en ville, passionné de musique jazz, travaillant dans un bureau, et assez intellectuel. Cette série offre une lumière intéressante sur la vie aux États-Unis pendant cette période, avec beaucoup d'humour, parfois potache. Cette série est essentiellement le fruit de son amitié avec Robert Crumb qui a mis certains de ses récits en image. Elle est emblématique du mouvement underground dans la bande dessinée américaine, à la fois par le public qu'il a touché et les influences sur d'autres artistes. D'autres dessinateurs ont aussi participé, apportant chacun son propre style graphique.
En 2003, American Splendor a fait l'objet d'une adaptation cinématographique par HBO dans laquelle Harvey Pekar apparaît dans son propre rôle, alors que Harvey Pekar « jeune » est incarné par Paul Giamatti,.

## Œuvres traduites en français
- The Quitter : Le Dégonflé avec pour le dessin Dean Haspiel et Lee Loughridge (Panini Comics, 2007)
- American Splendor : Un jour comme les autres (Panini, 2007)
- American Splendor : Anthologie volume 1 (Çà et là, 2009)
- American Splendor : Anthologie volume 2 (Çà et là, 2010)
- American Splendor : Anthologie volume 3 (Çà et là, 2011)
- Harv & Bob : avec pour le dessin Robert Crumb (Cornélius, 2010)
- Cleveland : (Çà et là, 2012)

## Distinctions
- 1986 : Prix Inkpot
- 1987 : American Book Award pour The New American Splendor Anthology: From Off the Streets of Cleveland
- 1995 : Prix Harvey du meilleur album original pour Our Cancer Year (avec Joyce Brabner et Frank Stack)
- 2011 : Temple de la renommée Will Eisner (à titre posthume)